# Teru (piosenkarz)
Teruhiko "Teru" Kobashi (jap. 小橋照彦 Kobashi Teruhiko;  ur. 8 czerwca 1971 w Hakodate, Hokkaido) – wokalista japońskiego zespołu rockowego GLAY. W kwietniu 2002 roku ożenił się z Ami Ōnuki – wokalistką japońskiej grupy popowej Puffy AmiYumi. W marcu 2003 roku urodziła się im córka. Teru jest także ojcem dwojga innych dzieci (chłopca i dziewczynki) z poprzedniego małżeństwa.

## Piosenki w wykonaniu Teru
- ACID HEAD (z singla "Zutto futari de...", tekst: Teru i Takuro, muzyka w wykonaniu Takuro)
- Hello my life (z singla "Winter, again" – tekst: Teru i Takuro, muzyka w wykonaniu Takuro)
- Shuumatsu no Baby Talk (z albumu "BEAT out!" – muzyka i tekst)
- Little Lovebirds (z singla "Yuuwaku" – muzyka i tekst)
- Rock Icon (z singla "Mermaid" – tekst: Teru i Takuro, muzyka: Takuro)
- Super Ball 425 (z singla "STAY TUNED" – tekst: Teru, muzyka: Takuro)
- BACK UP (z singla "STAY TUNED" – muzyka i tekst)
- BLAST (z albumu "THE FRUSTRATED" – muzyka i tekst)
- I Will~ (z albumu "LOVE IS BEAUTIFUL" – muzyka i tekst)